# Aeroporto Ariosto da Riva
O Aeroporto Municipal de Naviraí - Ariosto da Riva (ICAO: SSNB) é o aeroporto que atende a cidade de Naviraí e a região, em Mato Grosso do Sul, Brasil. Está situado próximo a Av. Campo Grande, a cerca de 4 km do centro da cidade e próximo à unidade local da UFMS. Possuindo capacidade para aeronaves de pequeno a médio porte, sua latitude é de 23º 03' 47 S e a longitude é de 54º 18' 02 W. Atualmente o aeroporto está em reforma e quando for inaugurado, será um dos principais aeroportos do interior do Estado, estando disponível inclusive para atender demandas de regiões como Paraguai, Paraná e Oeste Paulista.

## Localização e acesso
Situa-se a 405 metros de altitude com relação ao nível do mar (1329 pés) e seu fuso horário é UTC -4 (-3DT HBV). É um dos aeroportos situados mais próximos à fronteira com o Paraguai (cerca de 120 km) em Mato Grosso do Sul. O aeroporto está situado na Rua do Aeroporto (partes 1 e 2), uma via com cerca de 1 km de extensão, trecho esse que também dá acesso a alguns silos localizados nas aproximidades. O acesso a essa via se dá pelo Monumento dos Tucanos (este representado pela escultura de três tucanos, sendo um de asas abertas em cima de dois galhos contorcidos), situado na Avenida Campo Grande, um dos nomes que a MS-141 recebe em perímetro urbano de Naviraí. Além do aeroporto, a rodovia também dá acesso a sede da Cophasul e tem intenso fluxo de veículos universitários, professores e servidores administrativos da Universidade Federal de Mato Grosso do Sul (UFMS), além de demais moradores da região. 

## Movimentação
Como o aeroporto está inoperante, não há dados sobre movimentações de passageiros, aeronaves e cargas.

## Infraestrutura
Localizado na região norte da cidade de Naviraí, o Aeroporto Ariosto da Riva está em reforma para entrar em operação futuramente. Recentemente, em 20 de dezembro de 2012, o aeroporto foi incluído no Programa de Investimentos em Logística: Aeroportos do Governo Federal, um conjunto de medidas para melhorar a qualidade dos serviços e da infraestrutura aeroportuária e ampliar a oferta de transporte aéreo à população brasileira. O aeroporto naviraiense é um dos nove de Mato Grosso do Sul a serem incluidos no programa. Atualmente o aeroporto possui pista de 1400 metros de extensão por 22m de largura e quando ele estiver pronto, a pista será ampliada em mais 250 metros, atingindo 1,650 metros, para poder receber aeronaves de médio porte. Além da ampliação da pista, haverá a instalação de seção contra incêndio e troca da pavimentação da pista, estação de passageiro, abastecimento e iluminação para pousos noturnos apto a receber aeronaves de pequeno porte.

### Dados técnicos
- Categoria de utilização: PUB
- Tipo de operação: VFR DIURNA
- Declinação magnética: 15,84W
- Resistência: 10/F/B/X/T

### Serviços
Quando for inaugurado, o aeroporto contará com os seguintes serviços:

#### Essenciais
- Sala de embarque com portão de embarque
- Sala de desembarque
- Balcões de Check-in
- Guichês
- Banheiro
- Sala de rádio

#### Externo
- Pátio das aeronaves
- Boxes de aeronaves
- Estacionamento de aeronaves